# Peter Förster (Bobfahrer)
Peter Förster (* 1. Oktober 1961; † 12. Januar 1990) war ein deutscher Bobfahrer, der am 12. Januar 1990 im Alter von 29 Jahren bei einer Trainingsfahrt auf der Rennschlitten- und Bobbahn Altenberg tödlich verunglückte. Der DDR-Bobpilot war am Altenberger Zielhang mit dem Hals gegen das Bob-Chassis geprallt. Der Unfall wurde auch technischen Mängeln an den Weichen der Bobbahn zugeschrieben.
Der aus der Region stammende Förster hatte bei der Bob-Europameisterschaft 1988 in Sarajevo die Goldmedaille im Zweierbob gewonnen. Darüber hinaus gewann der Zinnwalder unter anderem bei der Bob-Europameisterschaft 1989 in Winterberg die Silbermedaille im DDR-Viererbob.
Dem Unfall von Peter Förster an der Altenberger Bobbahn waren bereits mehrere Unfälle mit Todesfolge vorausgegangen. Im Anschluss an diese Unglücke wurde die Bahn umgebaut.
Das Grab von Peter Förster befindet sich auf dem Heidefriedhof in Dresden.